# Oliver Roth (Künstler)
Oliver Roth (* 1987) ist ein Schweizer Kunstschaffender. Er arbeitet hauptsächlich in den Feldern des zeitgenössischen Theaters, des Tanzes, der Performance und der Literatur.

## Leben
Roth wuchs in Wiedlisbach im Berner Mittelland auf und absolvierte zunächst eine kaufmännische Ausbildung. Danach studierte er an der Universität Bern und Valencia Neueste Geschichte mit Fokus auf Wirtschafts-, Sozial- und Umweltgeschichte und Deutsche Sprach- und Literaturwissenschaften.
Neben dem Studium arbeitet er für die Zeitschrift der Studierendenschaft unikum und leitete diese auch kurz als Chefredaktor. Er veröffentlichte Texte in Literaturzeitschriften, schrieb für «KulturStattBern», den Kulturblog des Bunds und für verschiedene weitere Publikationen.
Ab 2013 arbeitete er zunächst für die Dampfzentrale Bern, dann hatte er eine Anstellung am ROXY Birsfelden. Als Kurator war er für die Kunsthalle Zürich, transform Bern und zuletzt für das Theater HORA tätig.
Er arbeitete als Performer, Dramaturg und Texter auch mit verschiedensten Performance-, Tanz- und Theaterschaffenden zusammen, unter anderen mit Cosima Grand, Balz Isler, Martin Schick, Miriam Coretta Schulte und weiteren. Ab 2016 entwickelte er eigene Performances im Bereich Theater und Tanz.

## Eigene Stücke
2016 hatte seine erste eigene abendfüllende Performance «While You Were Dead» am far festival Nyon Premiere. In der Soloperformance verarbeitet er den Tod seiner Mutter. Die Performance wurde an verschiedenen Häusern gezeigt, unter anderem am Tanzhaus Zürich, zeitraumexit Mannheim, Instituto Svizzero Roma und Roxy Birsfelden.
2017 war er mit der Performance «ME TIME» Teil von Premio, dem Nachwuchspreis für Tanz- und Theater in der Schweiz. Die zweistündige Geburtstagsperformance verhandelt das Älterwerden auf immersive Weise. Das Stück feierte am Südpol Luzern Premiere und wurde anschliessend im Roxy Birsfelden und weiteren Orten gezeigt, u. a. Zürich Tanzt, Ballhaus Ost Berlin. Die Vorstellung im Schlachthaus Theater Bern musste wegen der Pandemie abgesagt werden.
Es folgten weitere Stücke: «Mask Off», «Ghosts in Happyland» und «You Are Not Alone». In den Stücken geht es jeweils darum, soziale Konventionen zu hinterfragen und dem Publikum auf humorvolle, partizipative Weise neue Sichtweisen des Zusammenlebens zu veranschaulichen.

## Auszeichnungen und Förderung
Oliver Roth beteiligte sich an verschiedenen nationalen und internationalen Workshops und Austauschformaten.
- 2023: Stipendiat des 26. Klagenfurter Literaturkurses[6]
- 2021: Freiraumbeitrag des Kantons Zürich[7]
- 2019: Werkstipendium Abteilung Tanz der Stadt Zürich[8]
- 2017 Final bei Premio, dem Schweizer Förderpreis für Tanz- und Theater[9]

## Publikationen
- Dein Vater war auch mal Jung. In: Jeans for Jesus: 19XX 2XXX Magazine, 2022.[10]
- Neun Wochen; “The most beautiful thoughts are always besides the darkest”. In: Stoff für den Shutdown. Vol. 3, Hitzefrei, 2020.
- Libretto / Gedichte für Restless Beings. In: Cosima Grand: Restless Beings. Broschürendruck 2021.[11]
- Diverse Blogbeiträge, für KulturStattBern, das Kulturblog von Der Bund, 2014–2015.
- Diverse Beiträge, In: Mattias Lorenz (Hrsg.): Christian Kracht. Werkverzeichnis und kommentierte Bibliografie der Forschung (= Bibliographien zur Deutschen Literaturgeschichte). Aisthesis Verlag, 2014.[12]